# Kimberly (Vorname)
Kimberly ist ein englischer weiblicher (selten männlicher) Vorname, auch in der Schreibvariante Kimberley anzutreffen. Eine Kurzform des Namens ist Kim.

## Herkunft und Bedeutung
Der Name leitet sich von der südafrikanischen Stadt ab, die nach Lord Kimberley benannt wurde. Dieser Nachname bedeutet auf altenglisch Land, das zu Cyneburga gehört, wobei Cyneburga selbst ein angelsächsischer weiblicher Vorname war und „königliche Festung“ bedeutet (cyne „königlich“, burg „Festung, Burg“).
Eine andere Namensbedeutung wäre (Kriegs-)Anführerin oder Herrscherin. In diesem Fall wäre Kimberly die weibliche Form des Namens Kimball. Die sprachliche Herkunft kommt aus dem Altenglischen und Germanischen.
Das Gestein Kimberlit wurde ebenfalls nach diesem Namen benannt.

## Namensträgerinnen

### Kimberly
- Kimberly Archer (* 1973), US-amerikanische Komponistin und Hochschullehrerin
- Kimberly Arland (* 1966), US-amerikanische Schauspielerin
- Kimberly Beck (* 1956), US-amerikanische Film- und Fernsehschauspielerin
- Kimberly J. Brown (* 1984), US-amerikanische Schauspielerin
- Kimberly Bryant (* 1967), amerikanische Elektroingenieurin
- Kimberly Brooks (* 1981), US-amerikanische Synchronsprecherin
- Kimberly Budinsky (* 1995), österreichische Moderatorin und Sportjournalistin
- Kimberly Caldwell (* 1982), US-amerikanische Schauspielerin und Sängerin
- Kimberly Cheatle (* 1972), US-amerikanische Polizeibeamtin
- Kimberly Cullum (* 1981), US-amerikanische Filmschauspielerin
- Kimberly Drewniok (* 1997), deutsche Volleyballspielerin
- Kimberly Elise (* 1967), US-amerikanische Schauspielerin
- Kimberly Foster (* 1961), US-amerikanische Schauspielerin
- Kimberly García León (* 1993), peruanische Geherin
- Kimberly Geist (* 1987), US-amerikanische Radsportlerin
- Kimberly Gisa (* 2003), deutsche Handballspielerin
- Kimberly Goss (* 1978), US-amerikanische Metal-Sängerin und Keyboarderin
- Kimberly Jeß (* 1992), deutsche Hochspringerin
- Kimberly Kagan (* 1972), US-amerikanische Militärhistorikerin
- Kimberly Kane (* 1983), US-amerikanische Pornodarstellerin und -regisseurin
- Kimberly Matula (* 1988), US-amerikanische Schauspielerin
- Kimberly McArthur (* 1962), US-amerikanische Schauspielerin und ehemaliges Playmate
- Kimberly Peirce (* 1967), US-amerikanische Regisseurin und Drehbuchautorin
- Kimberly Po-Messerli (* 1971), US-amerikanische Tennisspielerin
- Kimberly Quinn (* 1961), US-amerikanische Journalistin
- Kimberly Quinn (* 1970), US-amerikanische Schauspielerin und Filmproduzentin
- Kimberly Rhode (* 1979), US-amerikanische Sportschützin
- Kimberly Rydell (* 1991), austroamerikanische Schauspielerin und Sängerin
- Kimberly Scott (* 1961), US-amerikanische Schauspielerin
- Kimberly Steward (* 1981), US-amerikanische Filmproduzentin
- Kimberly Williams (* 1988), jamaikanische Leichtathletin
- Kimberly Williams-Paisley (* 1971), US-amerikanische Schauspielerin
- Kimberly Wyatt (* 1982), US-amerikanische Sängerin und Tänzerin
- Kimberly Yokers (* 1982), US-amerikanische Fußballspielerin

### Kimberley
- Kimberley Bos (* 1993), niederländische Skeletonpilotin und Bobfahrerin
- Kimberley Cornish (* 1949), australischer Buchautor
- Kimberley Crossman (* 1990), neuseeländische Schauspielerin und Moderatorin
- Kimberley Davies (* 1973), australische Schauspielerin
- Kimberley Joseph (* 1973), australische Schauspielerin kanadischer Herkunft
- Kimberley Mickle (* 1984), australische Speerwerferin
- Kimberley Morrison (* 1987), englische Triathletin
- Kimberley Murray (* 1988), britische Skeletonpilotin
- Kimberley Nixon (* 1985), britische Schauspielerin
- Kimberley Rutil (* 1996), französisch-kongolesische Handballspielerin
- Kimberley Simms (* 1963), US-amerikanische Schauspielerin
- Kimberley Warnat (* v. 1990), kanadische Schauspielerin
- Kimberley Zimmermann (* 1995), belgische Tennisspielerin

## Namensträger
- Kimberly Ezekwem (* 2001), deutsch-nigerianischer Fußballspieler